# Curtea (Timiș)

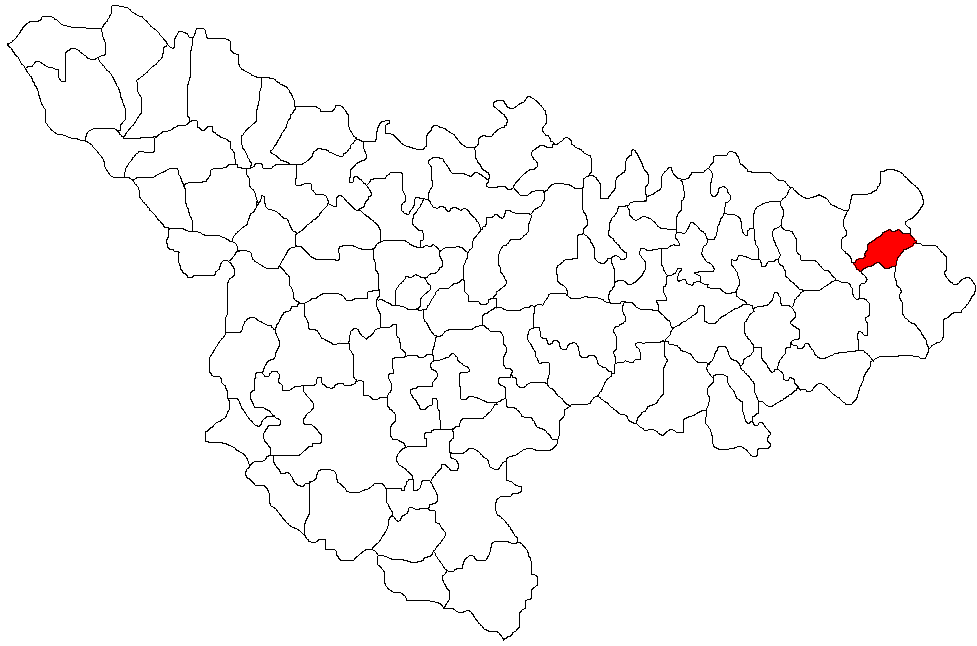
Lage der Gemeinde Curtea im Kreis Timiș

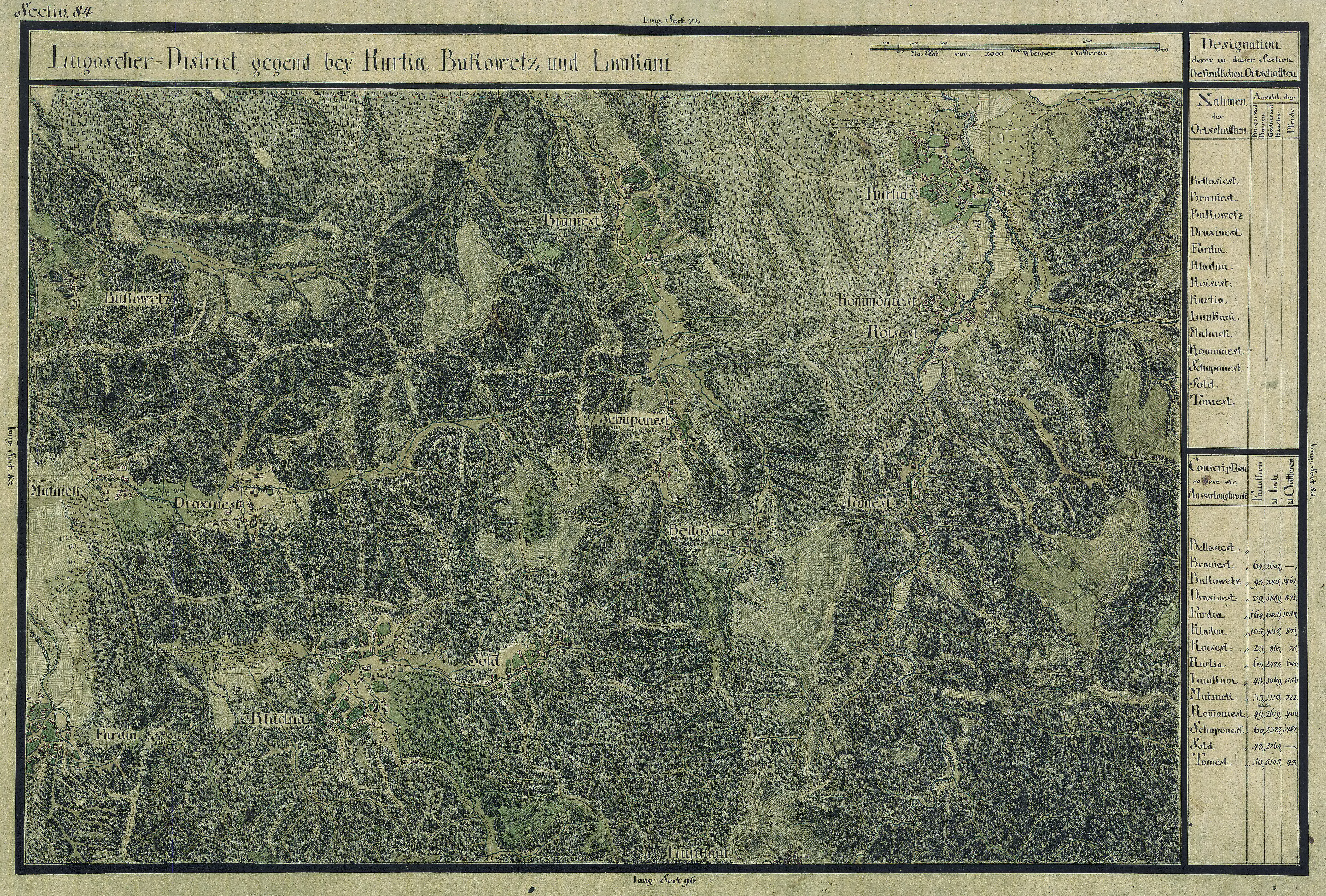
Curtea auf der Josephinischen Landaufnahme (1769–1772)

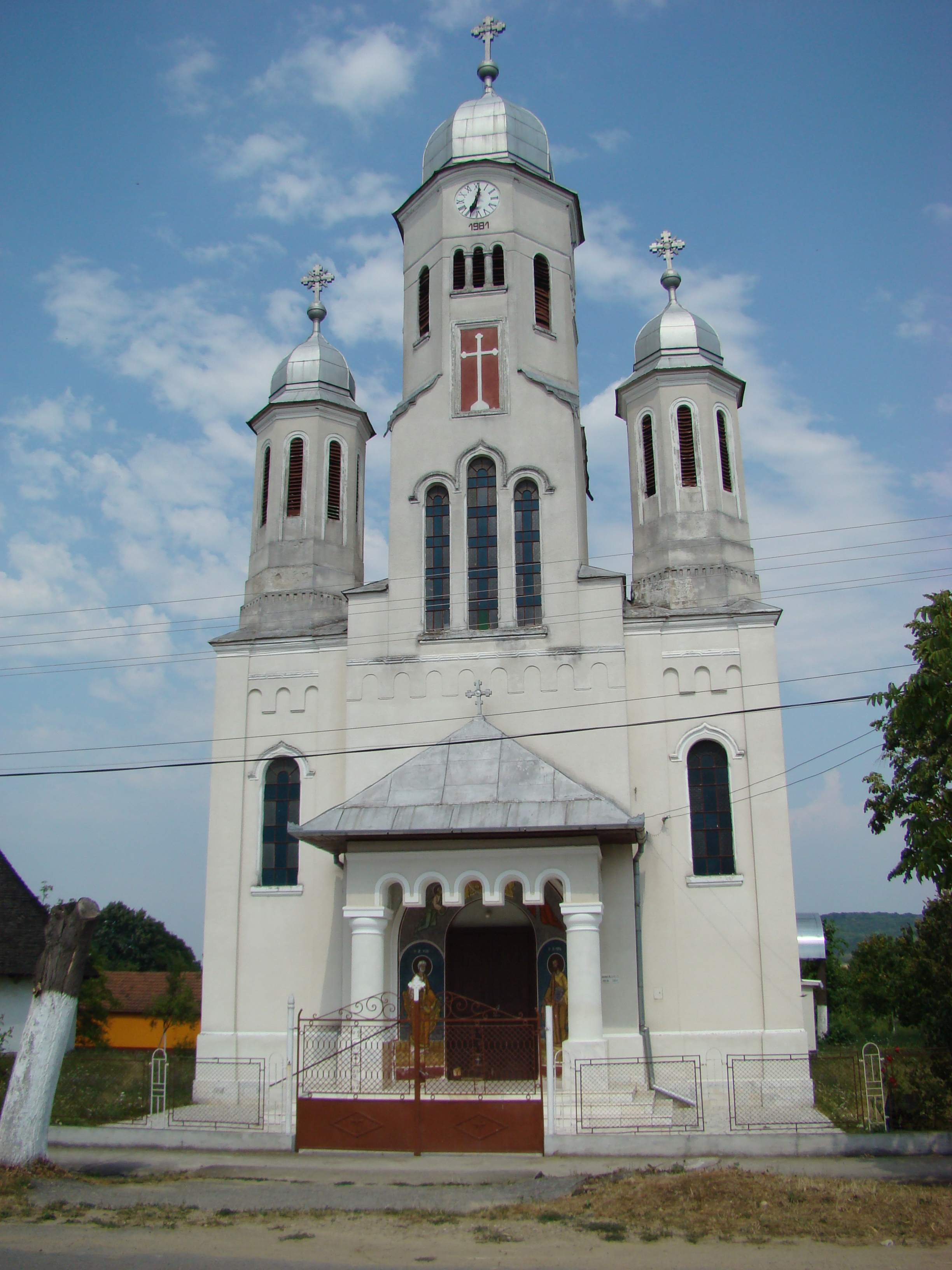
Kirche in Curtea

Curtea (ungarisch Kurtya) ist eine Gemeinde im Kreis Timiș, in der Region Banat, im Südwesten Rumäniens. Zu der Gemeinde Curtea gehören auch die Dörfer Coșava und Homojdia.

## Geografische Lage
Curtea liegt im Nordosten des Kreises Timiș, an der Grenze zum Kreis Hunedoara, in 10 Kilometer Entfernung zu Timișoara, 45 Kilometer zu Lugoj und 12 Kilometer zu Făget.

## Nachbarorte
| Breazova     | Coșava                                      | Homojdia  |
| Colonia Mică | Kompassrose, die auf Nachbargemeinden zeigt | Pietroasa |
| Brănești     | Românești                                   | Fărășești |

## Geschichte
In mittelalterlichen Urkunden, als das Banat Teil des Königreichs Ungarn war, erscheint Curtea mit der ungarischen Schreibweise Kyrtiwa. 1506 wurde der Ort unter der Bezeichnung Wdawarhely erwähnt, und 1597 unter dem Namen Kurthe.
Der Legende nach soll Curtea die Sommerresidenz des Woiwoden Glad gewesen sein und der Ortsname Curtea rühre daher, dass Glad hier Hof gehalten haben soll (Curtea=Hof).
Nach dem Frieden von Passarowitz (1718), als das Banat eine Habsburger Krondomäne wurde, war Curtea Teil des Temescher Banats.
Am 4. Juni 1920 wurde das Banat infolge des Vertrags von Trianon dreigeteilt. Der größte, östliche Teil, zu dem auch Curtea gehört, fiel an das Königreich Rumänien.
Die Holzkirche „Cuvioasa Paraschiva“ aus Curtea steht unter Denkmalschutz. Sie wurde 1794 erbaut und ist mit einer Länge von 18,60 m, einer Breite von 7,20 m und einer Höhe von 9,50 m die größte Holzkirche des Banats.

## Demografie
Die Bevölkerungsentwicklung der Gemeinde Curtea:
| 1880 | 2109 | 2048 | 23 | 36 | 2   |
| 1910 | 2399 | 2290 | 65 | 17 | 27  |
| 1930 | 2215 | 2179 | 29 | 6  | 1   |
| 1977 | 1656 | 1593 | 4  | -  | 59  |
| 2002 | 1323 | 1275 | 7  | 2  | 39  |
| 2021 | 1228 | 1123 | 2  | -  | 103 |